# John Wesley Edwards
Pour les articles homonymes, voir John Edwards (homonymie) et Edwards.
John Wesley Edwards (17 février 1875-29 août 1952) est un homme politique canadien de l'Ontario. Il est député fédéral conservateur de la circonscription ontarienne de Frontenac de 1908 à 1921 et de Frontenac—Addington de 1925 à 1929. Il est ministre dans le cabinet du premier ministre Arthur Meighen.

## Biographie
Né dans le canton de Storrington dans le Canada-Ouest, Edwards exerce les professions de médecin et d'enseignant avant d'être élu à la Chambre des communes du Canada lors de l'élection de 1908. Réélu en 1911 et en 1917, il entre brièvement au cabinet à titre de ministre de l'Immigration, des Réfugiés et de la Citoyenneté en septembre 1921. Défait lors de l'élection de décembre 1921, il retrouve son siège en 1925. Réélu en 1926, il meurt en fonction en 1929 à l'âge de 63 ans.